# Arquenay
Arquenay ist eine französische Gemeinde mit 672 Einwohnern (Stand: 1. Januar 2022) im Département Mayenne in der Region Pays de la Loire in Frankreich. Einwohner der Gemeinde werden Arquenaysiens genannt. Die Gemeinde gehört zum Arrondissement Château-Gontier und zum Kanton Meslay-du-Maine.

## Geographie
Arquenay liegt etwa 18 Kilometer ostsüdöstlich von Laval. Das Gemeindegebiet wird vom Flüsschen Buru durchquert. Umgeben wird Arquenay von den Nachbargemeinden Bazougers im Norden, Saint-Denis-du-Maine im Osten, Meslay-du-Maine im Süden und Südosten, Le Bignon-du-Maine im Süden und Südwesten, Maisoncelles-du-Maine im Südwesten sowie Parné-sur-Roc im Westen und Nordwesten.

## Einwohnerentwicklung
| Jahr                       | 1962 | 1968 | 1975 | 1982 | 1990 | 1999 | 2006 | 2013 | 2019 |
| Einwohner                  | 539  | 456  | 427  | 404  | 473  | 508  | 624  | 645  | 659  |
| Quellen: Cassini und INSEE |      |      |      |      |      |      |      |      |      |

## Sehenswürdigkeiten
- Kirche Saint-Germaine aus dem 17. Jahrhundert
- Schloss Champfleury aus dem 15. Jahrhundert
- Burg und Schloss La Motte-Henry, Monument historique seit 1991, frühere Burg aus dem späteren Mittelalter, heutiges Schloss von 1850

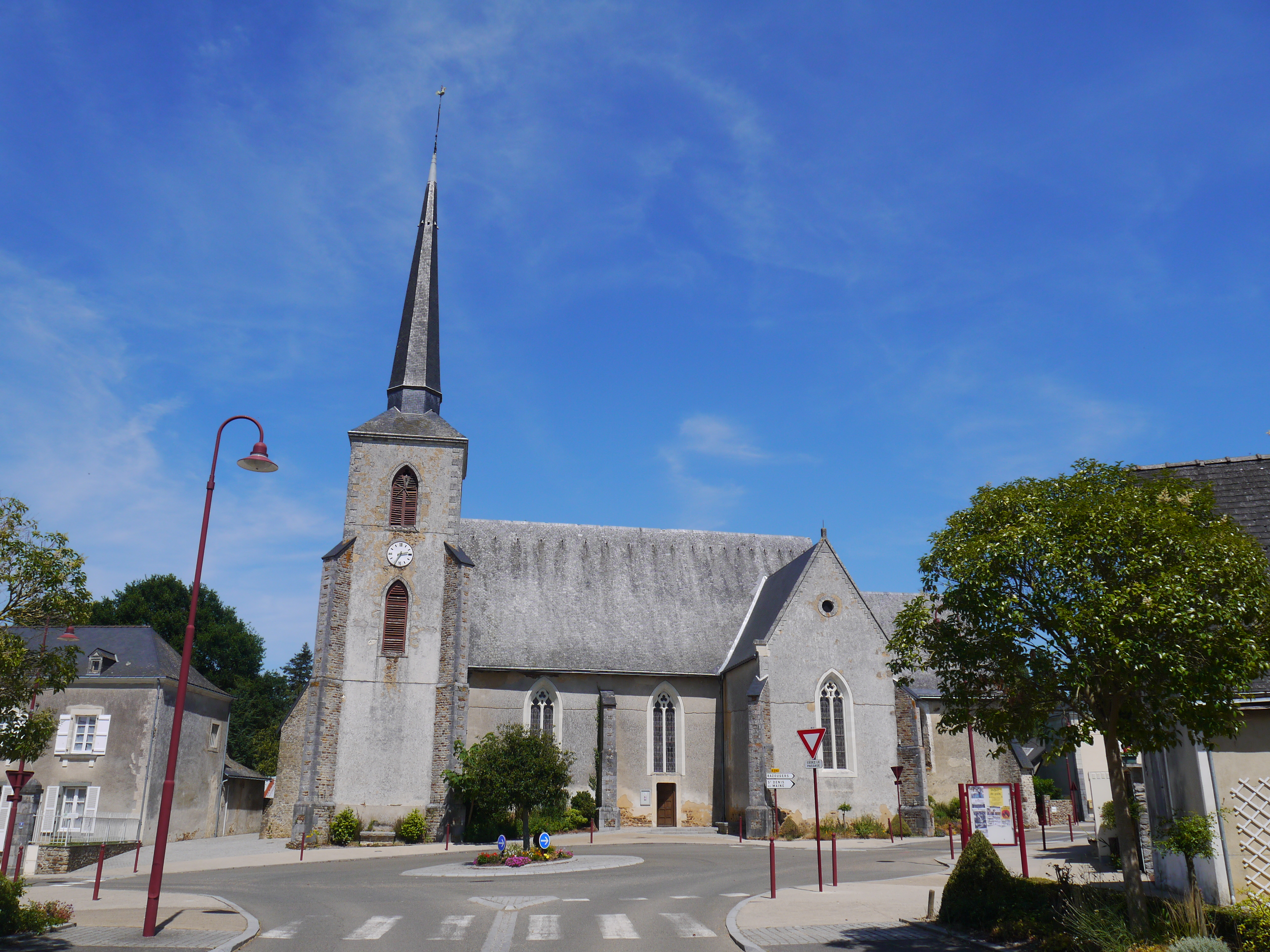
Kirche Saint-Germaine

## Persönlichkeiten
- Jean Esquenart (gestorben 1492), Bischof von Sisteron (1477–1492)